# Finská literatura

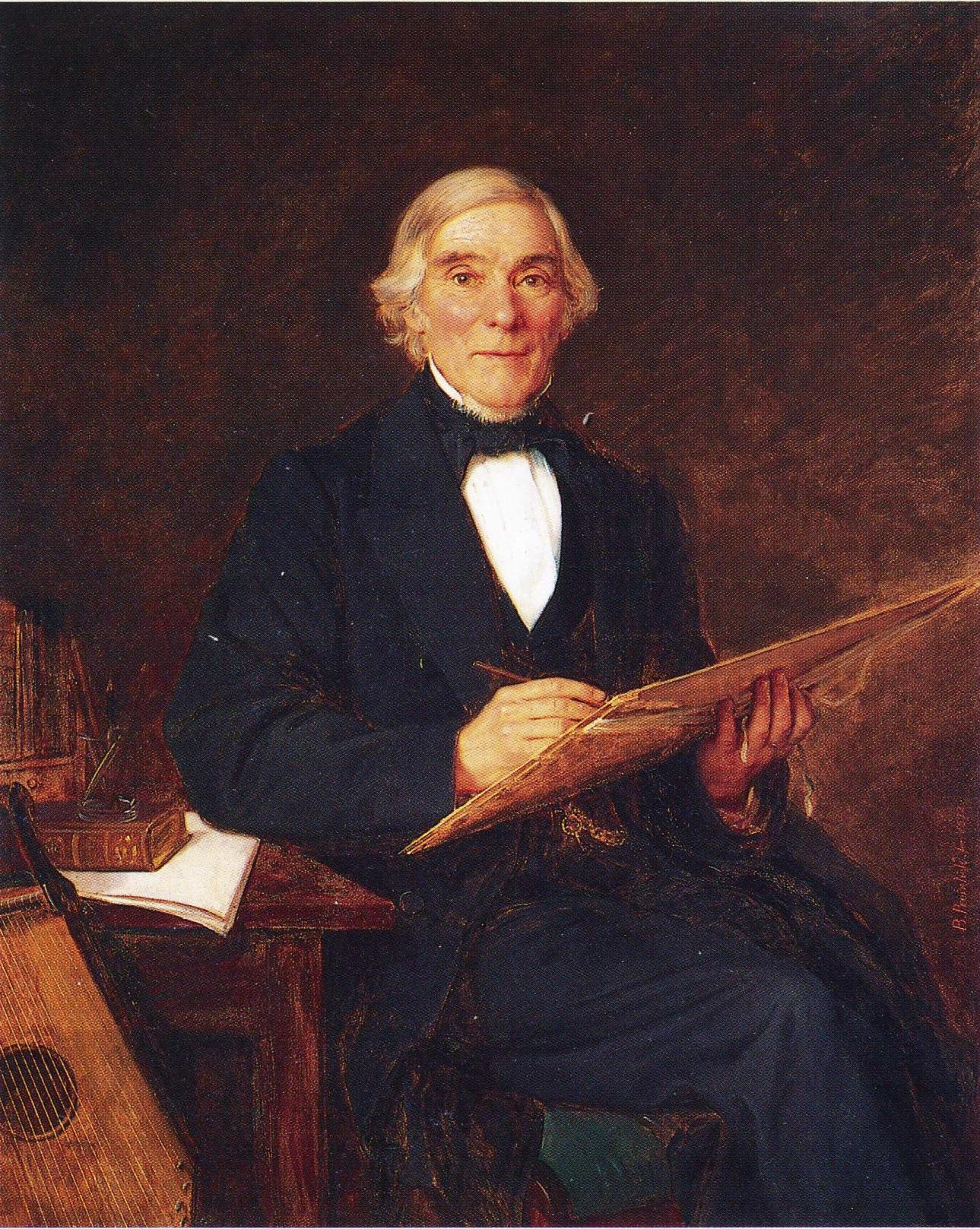
Učenec a básník Elias Lönnrot, sestavitel finského „národního eposu“ Kalevala, na obraze Bernharda Reinholda

Finská literatura je soubor literárních děl, které byly složeny či napsány Finy nebo ve finštině. Nejstaršími literárními památkami, které na území Finska vznikly, byly latinské církevní texty psané po christianizaci ve 12. století. Od 14. století se začala objevovat také díla ve švédštině a od 16. století texty ve finštině; k prvním patří Agricolovy (1510–1557) překlady církevních otců. Od 17. století se objevuje ve větší míře náboženská poezie a postupně také světské básnictví. Současně se, díky vysoké míře gramotnosti, rozvíjí ústní lidová slovesnost. Od počátku 19. století se pod vlivem osvícenských a romantických ideálů finští myslitelé začali obracet k právě k lidové tvorbě a jejímu zpracovávání a zapisování – nejvýznamnějším autorem se v této oblasti stal Elias Lönnrot (1802–1884), autor Kalevaly, „národního eposu“ sestaveného z fragmentů lidových písní ve finštině a karelštině, sesbíraných Lönnrotem především v Severní Karélii. K dalším významným autorům patřil Johan Ludvig Runeberg, švédsky píšící Fin, který se stal neobyčejně vlivným finským národním básníkem a současně tvůrcem, jenž významně ovlivnil i švédskou literaturu.
Pod zrození moderní finské literatury se pak podepsal především Aleksis Kivi, vzdělaný dramatik navazující na Runeberga i Lonrötta a píšící jak tragédie, tak komedie. Obzvláštní místo má v dějinách finského písemnictví rok 1870, kdy byl knižně publikováno dílo, které bývá označováno za první finský román – Kiviho Sedm bratří. Literatura 70. let 19. století se pak nesla v duchu prolínání idylických a humoristických prvků. Teprve v následující dekádě pak došlo pod vlivem dánského kritika Georga Brandese a norských a ruských děl k formulování realistického programu. Významné byly především dva literární salony v Kuopiu: salon Minny Canthové (1844–1897), která byla sama autorkou realistických a později psychologických románů, a škola Järnefeltových, v níž se nejvýrazněji prosadil Juhani Aho (1861–1921), zprvu realista a mapovatel finské industrializace, později novoromantik. V 90. letech 19. století a na přelomu 19. a 20. století se realistické směřování proměnilo v přijetí modernismu v podobě využívání prvků symbolistických, secesních a dekadentních. Finské modernistické snahy bývaly označovány jako „národní novoromantismus“. Zastáncem tohoto označení byl především Eino Leino, nejvlivnější básník své doby, jenž měl blízko k nietzschovskému pojetí nadčlověka a romantickému titánství a je popisován jako „největší finský bohém“. K dalším výrazným jménům patřil symbolista Otto Manninen či dekadentní tvůrcové L. Onerva a Johannes Linnankoski.
Po vyhlášení nezávislosti na Rusku v roce 1917 a finské občanské válce posílil v zemi nacionalismus, včetně vyostřenějšího odmítání švédštiny, a literatura se ve 20. a 30. letech 20. století opatrně držela tradičních témat a forem. Do literatury nicméně v této době vstoupili významní tvůrcové jako Frans Eemil Sillanpää (1888–1964), autor poetických, filosofujících próz a pozdější nositel Nobelovy ceny za literaturu, nebo Mika Waltari (1908–1979), i mimo Finsko oblíbený autor historické prózy. Z Waltariho historických románů je známý především jeho Egypťan Sinuhet (1945). Z básníků vynikla Katri Valová, představitelka hnutí Tulenkantajat („Nosiči pochodní“). Po druhé světové válce a době uměleckých nejistot 40. a 50. let 20. století došlo díky nástupu nové generace, otevřeně se hlásící k modernismu, k překonání provinčního a nacionalistického zaměření dosavadní tvorby. K nejúspěšnějším osobnostem patřili Paavo Haavikko (1931–2008), mnohovrstevnatý komentátor finské historie, nebo Eeva-Liisa Mannerová (1921–1995), kritička vyprázdněnosti jazyka. V próze se uplatnila Maja-Liisa Vartiová či Väinö Linna, autor tolstojovsky laděných realistických fresek. V 60. a 70. letech 20. století se finská literatura dále rozrůznila – vstoupila do ní nová témata jako feminismus či životní prostředí (Eeva Kilpiová), otázky laponské menšiny (Timo K. Mukka) nebo život dělníků (Hannu Salama). Část autorů se přiklonila k radikálním pozicím, někdy až tezovitým. 80. a 90. léta 20. století se pak nesla ve znamení přijetí postmoderních východisek a zkoumání kosmopolitní post-industriální společnosti. K odvážným experimentátorům patří Matti Pulkkinen (1944–2011), Markku Eseklinen (*1959) či Jyrki Lehtola (*1963). Důrazem na rytmus a současným odmítnutím jednoduché logiky a kauzality se vyznačují díla autorek, jako je prozaička Mariaana Jänttiová (*1953) nebo filosofka a básnířka Heidi Liehuová (*1967). Postmodernistickými povídkami, ale také romány a komiksy pronikla do zahraničí Rosa Liksomová (*1958). Značný vzestup zaznamenala na přelomu tisíciletí fantastická a vědeckofantastická literatura, kterou s magickým realismem skloubila například Johanna Sinisalo (*1958). Ve 21. století vzbudila značný ohlas estonsko-finská autorka Sofi Oksanenová (*1977), zpracovávající často citlivá témata a patřící k nové „dramaturgické generaci“. Především její Očista (2008), zabývající se historickými křivdami ve vztahu k Sovětskému svazu, uspěla u kritiků i čtenářů.